# Adalbero Fleischer
Adalbero Fleischer CMM (* 4. Januar 1874 in Dettelbach; † 19. März 1963 in Mariannhill, Südafrika) war ein römisch-katholischer Geistlicher. Er war zunächst als Missionar in Südafrika tätig, später wurde er Apostolischer Vikar von Marianhill.

## Leben
Michael Fleischer wurde als viertes von neun Kindern geboren. 1895 machte er sein Abitur und studierte anschließend Theologie an der Universität Würzburg. Er trat in das Priesterseminar in Würzburg ein. In Würzburg wurde er Mitglied der KDStV Markomannia Würzburg im CV. 1898 empfing der die Subdiakonatsweihe, kurze Zeit später die Diakonatsweihe. Am 30. Juli 1899 wurde er vom Würzburger Bischof Ferdinand von Schlör zum Priester geweiht. Nach seelsorgerischen Tätigkeiten in Rimpar wurde er 1901 an das Juliusspital nach Würzburg versetzt. 
1908 trat er dem Trappistenkloster Mariannhill bei. Am 8. Dezember 1908 fand seine Einkleidung statt und er erhielt den Ordensnamen Adalbero. Am 26. Dezember 1909 legte er seine erste Profess nun im neuen Orden der Mariannhiller Missionare ab. Nach einer Ordenstätigkeit in Triashill in Rhodesien wurde er 1920 zum ersten Generaloberen der Mariannhiller Missionare nach der Neuordnung gewählt. 
Am 22. Mai 1922 wurde er zum Apostolischen Vikar des Missionsgebietes Mariannhill und zum Titularbischof von Tiberiopolis ernannt. Am 15. August 1922 wurde er vom Apostolischen Vikar von Natal Bischof Henri Delalle OMI zum Bischof geweiht. Mitkonsekratoren waren der Apostolische Vikar von Kap der guten Hoffnung, östlicher Distrikt, Bischof Hugh McSherry und der Apostolische Vikar von Basutoland (Lesotho), Bischof Jules-Joseph Cénez OMI. Sein Wahlspruch lautete: Justitia et Pax (Gerechtigkeit und Frieden).
1922 gründete er die Schwesternkongregation der Töchter des heiligen Franz von Assisi (FSF) und 1923 die Franziskaner-Familiaren vom Heiligen Josef (FFJ). 1925 gründete Bischof Fleischer in Ixopo (KwaZulu-Natal) und 1928 in Mariathal ein Priesterseminar. 1947 wurde er von Papst Pius XII. zum päpstlichen Thronassistenten ernannt.
1950 ging er in den Ruhestand, war aber weiterhin in Südafrika engagiert. Am 27. März 1963 wurde Fleischer in der St. Josef-Kathedrale in Mariannhill beigesetzt.